# Zach Blair
Zach Blair (Sherman, Texas, 1974. december 26. –) amerikai zenész. 1991 óta zenél, azóta több zenekarban is játszott. Mielőtt 2007-ben csatlakozott a Rise Againsthez, az Only Crime együttesben játszott öccsével, Doni Blairrel együtt, aki a Toadies tagja. A testvérpár közösen alapította a Hagfish és az Armstrong együtteseket. Blair alakította Flattus Maximus szerepét a GWAR zenekarban 1999 és 2002 között. Első albuma a Rise Againsttel az Appeal to Reason volt, mely 2008. október 7-én jelent meg.

## Felszerelése
Gitárok
- Gibson Les Paul Custom (fekete). A cég külön Blair számára készítette.
- Gibson Les Paul Classic (fekete) (Motörhead emblémával)
- Gibson Les Paul Goldtop Reissue (üreges testű)

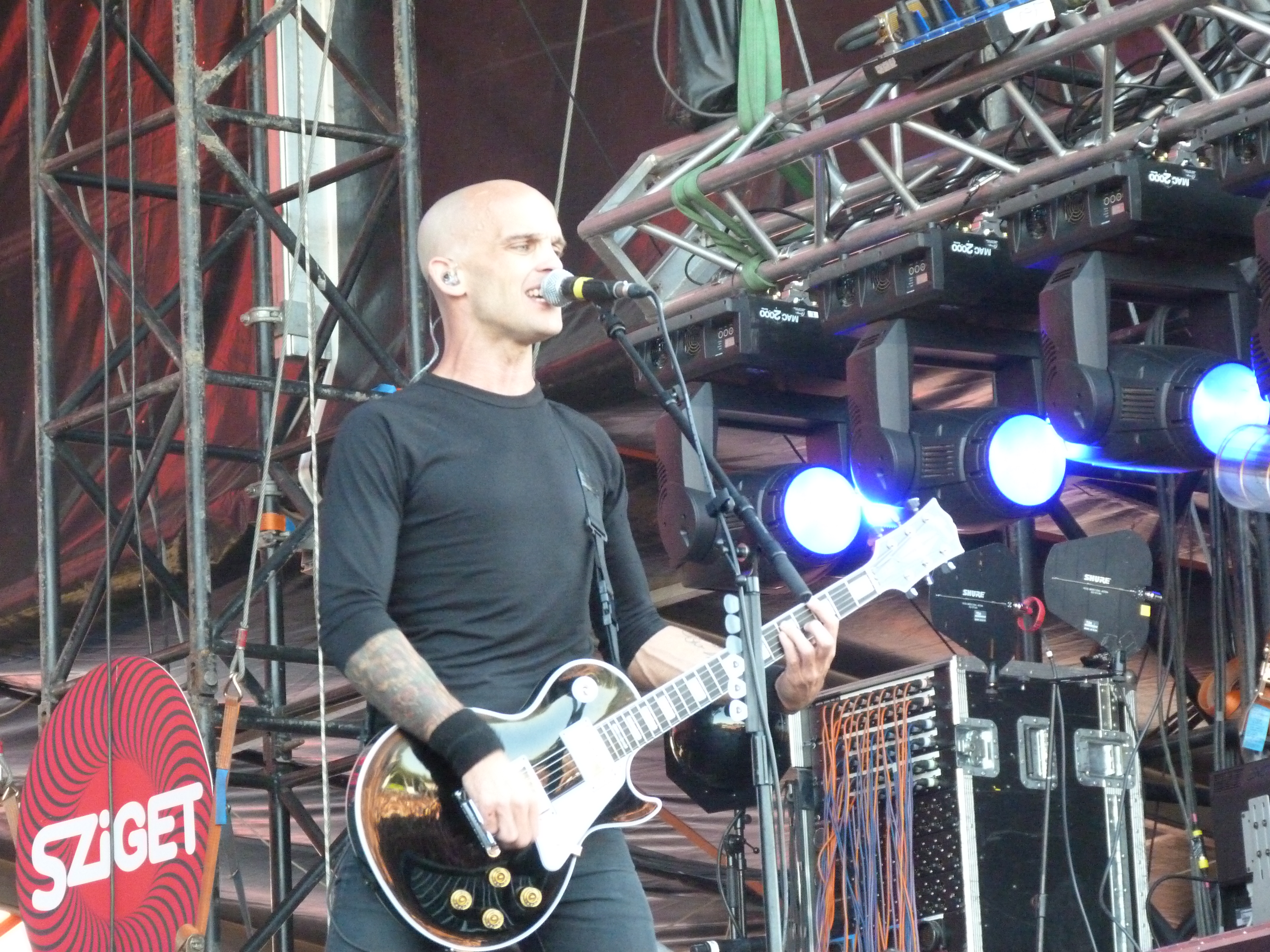
Zach Blair 2011-es fellépése a Sziget Fesztiválon

- Gibson Les Paul Standard (fekete)
- Gibson SG Standard (fekete)
- Gibson Les Paul '68 Custom (fekete)

## Albumok
Hagfish
- Buick Men (1993)
- Rocks Your Lame Ass (1995)
- Hagfish (1998)
- Caught Live (1999)
- That was Then, This is Then (2001)

GWAR
- You're All Worthless and Weak (2000)
- Violence Has Arrived (2001)

Armstrong
- Dick, the Lion-Hearted (2002)

Only Crime
- To the Nines (2004)
- Virulence (2007)

The Mag Seven
- The Future is Ours, If You Can Count (2006)

Rise Against
- Appeal to Reason (2008)
- Endgame (2011)[3]
- The Black Market (2014)
- Wolves (2017)

## Magánélete
Blair jelenleg a texasi Austinban él. Képviseli a Straight Edge-mozgalmat, azaz tartózkodik az alkohol-, dohány- és egyéb drogfogyasztástól. Vegetáriánus, állatvédő és aktívan támogatja a PETA-mozgalmat, az együttes több tagjával egyetemben.

## Fordítás
- Ez a szócikk részben vagy egészben  a   Zach Blair című angol Wikipédia-szócikk fordításán alapul.  Az eredeti cikk szerkesztőit annak laptörténete sorolja fel. Ez a jelzés csupán a megfogalmazás eredetét és a szerzői jogokat jelzi, nem szolgál a cikkben szereplő információk forrásmegjelöléseként.